# Djerfisherite
La djerfisherite est une espèce minérale de type sulfure, de formule chimique K6Na(Fe,Ni,Cu)24S26Cl.
Elle est nommée en l'honneur du minéralogiste américain Daniel Jerome Fisher (1896 - 1988).
Sa localité type est la météorite de Kota-Kota, au Malawi. Elle a été trouvée dans des météorites, des kimberlites, des pegmatites et des minerais de cuivre et de nickel d'origine hydrothermale.